# Jérémy Mellot
Jérémy Mellot (Clermont-Ferrand, 28 de marzo de 1994) es un futbolista francés que juega de defensa en el C. D. Castellón de la Segunda División de España.

## Trayectoria
Mellot comenzó su carrera deportiva en el filial del Clermont Foot en 2013, y en 2015 abandonó el equipo para fichar por el A. S. Saint-Étienne, jugando también para el segundo equipo.
En 2016 fichó por el Rodez AF, y en 2019 se marchó al EA Guingamp, con el que debutó como profesional, en la Ligue 2, el 26 de julio, en un empate a 3 frente al Grenoble Foot 38.

### España
El 27 de junio de 2021 el C. D. Tenerife hizo oficial su contratación para las siguientes dos temporadas. Finalmente estuvo cuatro campañas, en las que jugó más de 150 partidos en la Segunda División, y en julio de 2025 se unió al C. D. Castellón.

## Clubes
| Club                   | País    | Año       |
| ---------------------- | ------- | --------- |
| Clermont Foot II       | Francia | 2013-2015 |
| A. S. Saint-Étienne II | Francia | 2015-2016 |
| Rodez A. F.            | Francia | 2016-2019 |
| E. A. Guingamp         | Francia | 2019-2021 |
| C. D. Tenerife         | España  | 2021-2025 |
| C. D. Castellón        | España  | 2025-act. |